# Liste der Baudenkmale in Wilhelmsburg (Vorpommern)
In der Liste der Baudenkmale in Wilhelmsburg sind alle denkmalgeschützten Bauten der vorpommerschen Gemeinde Wilhelmsburg und ihrer Ortsteile aufgelistet. Grundlage ist die Veröffentlichung der Denkmalliste des Kreises Uecker-Randow mit dem Stand vom 1. Februar 1996. 

## Baudenkmale nach Ortsteilen

### Wilhelmsburg
| ID | Lage                               | Bezeichnung    | Beschreibung | Bild |
| -- | ---------------------------------- | -------------- | --- | ---- |
|    | 200 m östlich vom Friedhof (Karte) | Kirche         | Kleine, verputzte Dorfkirche von 1952/53 mit Dachreiter über dem Eingang; Beispiel des Kirchenbaus aus dieser Zeit in der DDR. |      |
|    |                                    | Kriegerdenkmal | |      |
|    | (Karte)                            | Schule         | |      |
|    | (Karte)                            | Speicher       | |      |

### Eichhof
| ID | Lage                                                              | Bezeichnung               | Beschreibung | Bild |
| -- | ----------------------------------------------------------------- | ------------------------- | ------------ | ---- |
|    |                                                                   | Kriegerdenkmal            |              |      |
|    | Straße der Einheit 21 (Karte)                                     | Wohnhaus                  |              |      |
|    | Straße der Einheit 49 (Karte)                                     | Wohnhaus                  |              |      |
|    | Straße der Einheit 80 (Karte)                                     | Bauernhaus                |              |      |
|    | Straße der Einheit 84 (Karte)                                     | Wohnhaus                  |              |      |
|    | Straße der Einheit 96 (Karte)                                     | Wohnhaus                  |              |      |
|    | Straße der Einheit 98 (Karte)                                     | Wohnhaus mit Stallscheune |              |      |
|    | Straße der Einheit                                                | Schule                    |              |      |
|    | Straße zur Straße zwischen Heinrichswalde und Wilhelmsburg, Nr. 1 | Stall                     |              |      |

### Friedrichshagen
| ID | Lage       | Bezeichnung       | Beschreibung | Bild |
| -- | ---------- | ----------------- | ------------ | ---- |
|    | Dorfstraße | Kopfsteinpflaster |              |      |

### Mariawerth
| ID | Lage  | Bezeichnung      | Beschreibung                                                                | Bild |
| -- | ----- | ---------------- | --------------------------------------------------------------------------- | ---- |
|    |       | FDJ-Denkmal      |                                                                             |      |
|    | Nr. 3 | ehem. Herrenhaus | 2-gesch. Fachwerk- und Backsteinbau von 1887 des Moorkulturgutes Mariawerth |      |

## Quelle
- Bericht über die Erstellung der Denkmallisten sowie über die Verwaltungspraxis bei der Benachrichtigung der Eigentümer und Gemeinden sowie über die Handhabung von Änderungswünschen (Stand: Juni 1997)

- Karte mit allen Koordinaten:
- OSM |
- WikiMap